# Major League Soccer 2003
Major League Soccer 2003 byl 8. ročník soutěže Major League Soccer působící ve Spojených státech amerických. Základní část vyhrál tým Chicago Fire, playoff a celou MLS vyhrál podruhé tým San Jose Earthquakes.

## Změny
V playoff byl zrušen systém, kde týmy musely získat 6 bodů pro postup. Ze semifinále konference postoupil lepší ze dvou vzájemných zápasů, finále konferencí a finále MLS byla hrána na jeden zápas.

## Základní část

### Západní konference
| Poř. | Tým                  | Z  | V  | R | P  | VG | OG | B  |
| ---- | -------------------- | -- | -- | - | -- | -- | -- | -- |
| 1.   | San Jose Earthquakes | 30 | 14 | 9 | 7  | 45 | 35 | 51 |
| 2.   | Kansas City Wizards  | 30 | 11 | 9 | 10 | 48 | 34 | 42 |
| 3.   | Colorado Rapids      | 30 | 11 | 7 | 12 | 40 | 45 | 40 |
| 4.   | Los Angeles Galaxy   | 30 | 9  | 9 | 12 | 35 | 35 | 36 |
| 5.   | Dallas Burn          | 30 | 6  | 5 | 19 | 35 | 64 | 23 |

|  | Postup do playoff |

### Východní konference
| Poř. | Tým                    | Z  | V  | R | P  | VG | OG | B  |
| ---- | ---------------------- | -- | -- | - | -- | -- | -- | -- |
| 1.   | Chicago Fire           | 30 | 15 | 8 | 7  | 53 | 43 | 53 |
| 2.   | New England Revolution | 30 | 12 | 9 | 9  | 55 | 47 | 45 |
| 3.   | MetroStars             | 30 | 11 | 9 | 10 | 40 | 40 | 42 |
| 4.   | D.C. United            | 30 | 10 | 9 | 11 | 38 | 36 | 39 |
| 5.   | Columbus Crew          | 30 | 10 | 8 | 12 | 44 | 44 | 38 |

|  | Postup do playoff |

### Celkové pořadí
| Poř. | Tým                    | Z  | V  | R | P  | VG | OG | B  |
| ---- | ---------------------- | -- | -- | - | -- | -- | -- | -- |
| 1.   | Chicago Fire (C) (P)   | 30 | 15 | 8 | 7  | 53 | 43 | 53 |
| 2.   | San Jose Earthquakes   | 30 | 14 | 9 | 7  | 45 | 35 | 51 |
| 3.   | New England Revolution | 30 | 12 | 9 | 9  | 55 | 47 | 45 |
| 4.   | Kansas City Wizards    | 30 | 11 | 9 | 10 | 48 | 34 | 42 |
| 4.   | MetroStars             | 30 | 11 | 9 | 10 | 40 | 40 | 42 |
| 6.   | Colorado Rapids        | 30 | 11 | 7 | 12 | 40 | 45 | 40 |
| 7.   | D.C. United            | 30 | 10 | 9 | 11 | 38 | 36 | 39 |
| 8.   | Columbus Crew          | 30 | 10 | 8 | 12 | 44 | 44 | 38 |
| 9.   | Los Angeles Galaxy     | 30 | 9  | 9 | 12 | 35 | 35 | 36 |
| 10.  | Dallas Burn            | 30 | 6  | 5 | 19 | 35 | 64 | 23 |

Vysvětlivky: (C) – vítěz MLS Supporters' Shield, (P) – vítěz US Open Cup
|  | Postup do CONCACAF Champions' Cup 2004 |

## Playoff
|  | Čtvrtfinále            | Čtvrtfinále            |                      |        | Semifinále | Semifinále |  |  | Finále | Finále |
|  | Západní konference     |                        |                      |        |            |            |  |  |        |        |
|  |                        |                        |                      |        |            |            |  |  |        |        |
|  | San Jose Earthquakes   | 0 \| 5                 |                      |        |            |            |  |  |        |        |
|  | San Jose Earthquakes   | 0 \| 5                 |                      |        |            |            |  |  |        |        |
|  | Los Angeles Galaxy     | 2 \| 2                 |                      |        |            |            |  |  |        |        |
|  | Los Angeles Galaxy     | 2 \| 2                 | San Jose Earthquakes | 3      |            |            |  |  |        |        |
|  |                        |                        | San Jose Earthquakes | 3      |            |            |  |  |        |        |
|  |                        | Kansas City Wizards    | 2                    |        |            |            |  |  |        |        |
|  | Kansas City Wizards    | Kansas City Wizards    | 2                    | 1 \| 2 |            |            |  |  |        |        |
|  | Kansas City Wizards    |                        |                      | 1 \| 2 |            |            |  |  |        |        |
|  | Colorado Rapids        | 1 \| 0                 |                      |        |            |            |  |  |        |        |
|  | Colorado Rapids        | 1 \| 0                 | San Jose Earthquakes | 4      |            |            |  |  |        |        |
|  | Východní konference    |                        | San Jose Earthquakes | 4      |            |            |  |  |        |        |
|  |                        | Chicago Fire           | 2                    |        |            |            |  |  |        |        |
|  | Chicago Fire           | Chicago Fire           | 2                    | 2 \| 2 |            |            |  |  |        |        |
|  | Chicago Fire           |                        |                      | 2 \| 2 |            |            |  |  |        |        |
|  | D.C. United            | 0 \| 0                 |                      |        |            |            |  |  |        |        |
|  | D.C. United            | 0 \| 0                 | Chicago Fire         | 1      |            |            |  |  |        |        |
|  |                        |                        | Chicago Fire         | 1      |            |            |  |  |        |        |
|  |                        | New England Revolution | 0                    |        |            |            |  |  |        |        |
|  | New England Revolution | New England Revolution | 0                    | 2 \| 1 |            |            |  |  |        |        |
|  | New England Revolution |                        |                      | 2 \| 1 |            |            |  |  |        |        |
|  | MetroStars             | 0 \| 1                 |                      |        |            |            |  |  |        |        |
|  | MetroStars             | 0 \| 1                 |                      |        |            |            |  |  |        |        |

### Finále
| 23. listopadu 2003                         |     |                                                                 |                                                                           |
| Chicago Fire                               | 2:4 | San Jose Earthquakes                                            | Home Depot Center, Carson, Kalifornie diváci: 27 000 rozhodčí: Brian Hall |
| DaMarcus Beasley 49' Chris Roner 54' (vl.) |     | 38', 71' Landon Donovan 5' Ronnie Ekelund 50' Richard Mulrooney | Home Depot Center, Carson, Kalifornie diváci: 27 000 rozhodčí: Brian Hall |

| Chicago Fire: |    |                  |  |     |
|               |    |                  |  |     |
| GK            | 18 | Zach Thornton    |  |     |
| DF            | 3  | Evan Whitfield   |  |     |
| DF            | 5  | Jim Curtin       |  | 81' |
| DF            | 4  | Carlos Bocanegra |  |     |
| DF            | 20 | Orlando Perez    |  | 45' |
| MF            | 16 | Andy Williams    |  | 70' |
| MF            | 15 | Jesse Marsch     |  |     |
| MF            | 14 | Chris Armas (C)  |  |     |
| MF            | 7  | DaMarcus Beasley |  |     |
| FW            | 8  | Damani Ralph     |  |     |
| FW            | 9  | Ante Razov       |  |     |
| Náhradníci:   |    |                  |  |     |
| GK            | 1  | Curtis Spiteri   |  |     |
| DF            | 2  | C. J. Brown      |  |     |
| DF            | 6  | Kelly Gray       |  | 45' |
| DF            | 12 | Logan Pause      |  |     |
| MF            | 21 | Justin Mapp      |  | 70' |
| MF            | 22 | Jonathan Bolaños |  |     |
| MF            | 24 | Ryan Futagaki    |  |     |
| FW            | 11 | Nate Jaqua       |  | 81' |
| FW            | 17 | Dipsy Selolwane  |  |     |
| Trenér:       |    |                  |  |     |
| Dave Sarachan |    |                  |  |     |

| San Jose Earthquakes: |    |                   |     |     |
|                       |    |                   |     |     |
| GK                    | 18 | Pat Onstad        |     |     |
| DF                    | 16 | Craig Waibel      | 15' | 51' |
| DF                    | 19 | Troy Dayak        |     |     |
| DF                    | 2  | Eddie Robinson    | 54' |     |
| DF                    | 12 | Jeff Agoos (C)    |     |     |
| MF                    | 9  | Brian Mullan      |     |     |
| MF                    | 8  | Richard Mulrooney |     |     |
| MF                    | 6  | Ronnie Ekelund    |     |     |
| MF                    | 11 | Manny Lagos       |     | 70' |
| FW                    | 10 | Landon Donovan    |     |     |
| FW                    | 13 | Jamil Walker      |     | 60' |
| Náhradníci:           |    |                   |     |     |
| GK                    | 1  | Jon Conway        |     |     |
| GK                    | 30 | Josh Saunders     |     |     |
| DF                    | 5  | Ramiro Corrales   |     |     |
| DF                    | 17 | Todd Dunivant     |     |     |
| MF                    | 7  | Ian Russell       |     | 70' |
| MF                    | 4  | Chris Roner       |     | 51' |
| FW                    | 14 | Dwayne De Rosario |     | 60' |
| FW                    | 15 | Roger Levesque    |     |     |
| FW                    | 22 | Rodrigo Faria     |     |     |
| Trenér:               |    |                   |     |     |
| Frank Yallop          |    |                   |     |     |

#### Vítěz
| Major League Soccer 2003 San Jose Earthquakes 2. titul B: Conway, Onstad, Saunders O: Agoos, Dayak, Dunivant, Mulrooney, Robinson, Waibel Z: Corrales, De Rosario, Lagos, Levesque, Maliza, Mullan, Roner, Russell Ú: Alvarez, Ching, Donovan, Ekelund, Faria, Walker Trenér: Frank Yallop |

## MLS All-Star Game 2003
| 2. srpna 2003                                       |     |                 |                                                                            |
| MLS All Stars                                       | 3:1 | CD Guadalajara  | Home Depot Center, Carson, Kalifornie diváci: 27 000 rozhodčí: Kevin Terry |
| Ante Razov 57' Carlos Ruiz 68' DaMarcus Beasley 83' |     | 66' Jair García | Home Depot Center, Carson, Kalifornie diváci: 27 000 rozhodčí: Kevin Terry |

| MLS All Stars: |  |                     |  |     |     |
|                |  |                     |  |     |     |
| GK             |  | Kevin Hartman       |  |     |     |
|                |  | Danny Califf        |  |     |     |
|                |  | Eddie Pope          |  | 46' |     |
|                |  | Carlos Bocanegra    |  |     |     |
|                |  | Frankie Hejduk      |  |     |     |
|                |  | Amado Guevara       |  | 46' |     |
|                |  | Ryan Nelsen         |  | 46' |     |
|                |  | Preki               |  | 56' |     |
|                |  | DaMarcus Beasley    |  |     |     |
|                |  | Clint Mathis        |  | 46' |     |
|                |  | Taylor Twellman     |  | 46' |     |
| Náhradníci:    |  |                     |  |     |     |
|                |  | Hong Mjong-po       |  | 46' |     |
|                |  | Landon Donovan      |  | 46' |     |
|                |  | Chris Armas         |  | 46' |     |
|                |  | Mauricio Cienfuegos |  | 56' |     |
|                |  | Ante Razov          |  | 46' | 89' |
|                |  | Kyle Martino        |  |     | 89' |
|                |  | Carlos Ruiz         |  | 46' |     |
| Trenér:        |  |                     |  |     |     |
| neznámá vlajka |  |                     |  |     |     |

| Guadalajara:   |  |                            |  |     |     |
|                |  |                            |  |     |     |
| GK             |  | Oswaldo Sánchez            |  |     |     |
|                |  | Omar Rodriguez             |  | 51' |     |
|                |  | Joel Sánchez               |  |     |     |
|                |  | Heriberto Morales          |  | 81' |     |
|                |  | Juan Pablo Alfaro          |  |     |     |
|                |  | Johnny García              |  |     |     |
|                |  | Manuel Sol                 |  | 75' |     |
|                |  | Carlos Salcido             |  |     |     |
|                |  | Rafael Medina              |  |     |     |
|                |  | Jair García                |  | 67' |     |
|                |  | Ramón Ramírez              |  | 28' |     |
| Náhradníci:    |  |                            |  |     |     |
|                |  | Héctor Reynoso             |  | 51' |     |
|                |  | Francisco Javier Rodríguez |  | 81' |     |
|                |  | Omar Bravo                 |  | 75' |     |
|                |  | Miguel Sabah               |  | 67' |     |
|                |  | Luis Alonso Sandoval       |  | 28' | 75' |
|                |  | Ramón Morales              |  |     | 75' |
| Trenér:        |  |                            |  |     |     |
| neznámá vlajka |  |                            |  |     |     |

## Ocenění

### Nejlepší hráči
- Nejlepší hráč:  Preki (Kansas City Wizards)
- Nejproduktivnější hráč:  Preki (Kansas City Wizards)
- Obránce roku:  Carlos Bocanegra (Chicago Fire)
- Brankář roku:  Pat Onstad (San Jose Earthquakes)
- Nováček roku:  Damani Ralph (Chicago Fire)
- Trenér roku:  Dave Sarachan (Chicago Fire)
- Comeback roku:  Chris Armas (Chicago Fire)
- Gól roku:  Damani Ralph (Chicago Fire)
- Cena Fair Play:  Brian McBride (Columbus Crew)
- Humanista roku:  Ben Olsen (D.C. United)

#### MLS Best XI 2003
| Brankář                           | Obránci                                                                           | Záložníci | Útočníci                                                 |
| --------------------------------- | --------------------------------------------------------------------------------- | --- | -------------------------------------------------------- |
| Pat Onstad (San Jose Earthquakes) | Carlos Bocanegra (Chicago Fire) Ryan Nelsen (D.C. United) Eddie Pope (MetroStars) | Chris Armas (Chicago Fire) DaMarcus Beasley (Chicago Fire) Mark Chung (Colorado Rapids) Landon Donovan (San Jose Earthquakes) Preki (Kansas City Wizards) | Ante Razov (Chicago Fire) John Spencer (Colorado Rapids) |